# Comité Nobel Norueguês
O Comité Nobel Norueguês (em norueguês:  Den norske Nobelkomite) é um comité independente, composto por cinco pessoas, nomeadas pelo Parlamento da Noruega por um período de 6 anos, cuja missão é premiar os ganhadores do Prémio Nobel da Paz a cada ano, com base nas instruções deixadas pelo químico e inventor sueco Alfred Nobel em seu testamento. É liderado por um presidente e um vice-presidente, eleitos dentro do próprio comité. O diretor do Instituto Nobel Norueguês é o secretário do referido comité.
Em seu testamento, Alfred Nobel encarregou o Parlamento da Noruega de selecionar os vencedores do Prêmio Nobel da Paz. Na época, a Noruega e a Suécia estavam em uma frágil união pessoal. Embora atualmente os membros do comitê sejam nomeados pelo Parlamento e, durante as últimas décadas, a maioria dos seus membros foram políticos aposentados, o comitê é um órgão privado cuja tarefa é conceder um prêmio, também privado.
O comitê é assistido por sua secretaria, o Instituto Nobel Norueguês. O comitê realiza suas reuniões no prédio do instituto, onde o vencedor também é anunciado. Desde 1990, no entanto, a cerimônia de premiação ocorre na Prefeitura de Oslo.

## História
Alfred Nobel morreu em dezembro de 1896. Em janeiro de 1897, o conteúdo de seu testamento, escrito em 1895, foi revelado. Seu desejo afirmava que o Prêmio Nobel da Paz deveria ser concedido "à pessoa que deve ter feito o melhor ou o melhor trabalho pela fraternidade entre as nações, pela abolição ou redução de exércitos permanentes e pela posse e promoção de congressos de paz", e que parte de sua fortuna seria doada para esse prêmio. A Fundação Nobel gerencia os ativos. Os outros prêmios Nobel deveriam ser concedidos por órgãos suecos (Academia Sueca, Academia Real de Ciências da Suécia, Instituto Karolinska) que já existiam, enquanto a responsabilidade pelo Prêmio da Paz foi atribuída ao Parlamento da Noruega, especificamente "um comitê de cinco pessoas que deveriam ser escolhidos" por ele. Um novo órgão teve que ser criado - o Comitê Nobel Norueguês.
O jurista Fredrik Heffermehl observou que não se pode esperar necessariamente que um órgão legislativo lide com uma tarefa judicial como gerenciar um testamento legal. A tarefa de um parlamento é criar e alterar leis, enquanto o testamento não pode ser alterado, a menos que as premissas estejam claramente desatualizadas. No entanto, essa questão não foi debatida de uma forma mais profunda, por receio de que o dinheiro doado para a criação do prêmio pudesse ser perdido em um litígio judicial se o órgão não fosse criado o mais breve possível. Em 26 de abril de 1897, o Parlamento norueguês aceitou a escolha e, em 5 de agosto do mesmo ano, formalizou o processo de eleição e duração do mandato dos membros do comitê. O primeiro Prêmio da Paz foi concedido em 1901 a Henri Dunant e Frédéric Passy. No início, o comitê era composto de deputados com o mandato em exercício e os relatórios anuais eram discutidos nas sessões parlamentares. Esses laços com o Parlamento norueguês foram posteriormente enfraquecidos, para que o comitê se tornasse mais independente. Consequentemente, o nome do comitê, que inicialmente era Comitê Nobel Norueguês, foi alterado para Comitê Nobel do Parlamento Norueguês (norueguês: Det norske Stortings Nobelkomité) em 1901, mas mudou para o nome anterior em 1977. Hoje, parlamentares em exercício do mandato não podem participar do comitê, a menos que declarem explicitamente sua intenção de renunciar ao mandato.
No entanto, o comitê ainda é composto principalmente por políticos. Em 1903, uma proposta para a escolha de um professor, economista e especialista em direito (Ebbe Hertzberg) foi rejeitada. No final de 1948, o sistema eleitoral foi alterado para tornar o comitê mais proporcional à representação parlamentar dos partidos políticos noruegueses. O Partido Trabalhista, que controlava a maioria simples dos assentos no parlamento norueguês, orquestrou essa mudança. Embora essa prática tenha recebido críticas, foi consolidada. Houve também propostas para incluir membros não-noruegueses no comitê, no entanto, isso nunca aconteceu.
O Comitê Norueguês do Nobel é auxiliado pelo Instituto Nobel Norueguês, criado em 1904. O comitê pode receber mais de cem indicações e solicita ao Instituto Nobel, em fevereiro de cada ano, que faça pesquisas sobre cerca de vinte candidatos. O diretor do Instituto Nobel também atua como secretário do Comitê Nobel da Noruega; atualmente esta posição pertence a Olav Njølstad. Kaci Kullmann Five era o líder do Comitê Nobel da Noruega desde março de 2015.

## Lista de presidentes
- 1900–1901: Bernhard Getz
- 1901–1922: Jørgen Løvland
- 1922–1922: Hans Jacob Horst
- 1922–1941: Fredrik Stang
- 1941–1943: Gunnar Jahn
- 1944–1945: ver abaixo
- 1945–1945: Carl Joachim Hambro
- 1945–1966: Gunnar Jahn
- 1967–1967: Nils Langhelle
- 1967–1967: Bernt Ingvaldsen
- 1968–1978: Aase Lionæs
- 1979–1981: John Sanness
- 1982–1989: Egil Aarvik
- 1990–1990: Gidske Anderson
- 1991–1999: Francis Sejersted
- 2000–2002: Gunnar Berge
- 2003–2008: Ole Danbolt Mjøs
- 2009–2015: Thorbjørn Jagland
- 2015–2017: Kaci Kullmann Five
- 2017–presente: Reiss-Andersen

Em janeiro de 1944, o governo de Quisling tentou se manter a cargo das funções do Comitê do Nobel renunciando a Jahn e ao resto dos membros do comitê. O consulado sueco em Oslo assumiu formalmente a propriedade da fundação em nome da Fundação Nobel.

## Membros
Atualmente, o comitê é composto por:
- Berit Reiss-Andersen (presidente, nascido em 1954), advogado e presidente da Associação de Advogados da Noruega, ex-secretário estadual do Ministro da Justiça e da Polícia (representando o Partido Trabalhista). Membro do Comitê Nobel da Noruega desde 2012, foi nomeado novamente para o mandato 2018-2023.
- Henrik Syse (vice-presidente, nascido em 1966), professor de pesquisa no Instituto de Pesquisa da Paz de Oslo. Membro do Comitê desde 2015, nomeado para o mandato 2015-2020.
- Thorbjørn Jagland (nascido em 1950), ex-deputado e presidente do Parlamento e ex-primeiro-ministro, atual secretário geral do Conselho da Europa. Presidente do Comitê Nobel Norueguês de 2009 a 2015. Atualmente membro regular. Membro do Comitê desde 2009, nomeado novamente para o mandato 2015-2020.
- Anne Enger (nascida em 1949), ex-líder do Partido do Centro e ministra da Cultura. Nomeada para o mandato 2018-2020.
- Asle Toje (nascido em 1974), estudioso de política internacional. Nomeado para o mandato de 2018-2023.

## Secretariado
O Instituto Nobel Norueguês auxilia o comitê como seu secretário. O diretor do instituto tem o título de secretário, no entanto, este não é um membro do comitê, mas apenas um funcionário do Instituto Nobel Norueguês.

### Lista de secretários[5]
- 1901-1909: Christian Lous Lange
- 1910-1945: Ragnvald Moe
- 1946-1973: August Schou
- 1974-1977: Tim Greve
- 1978-1989: Jakob Sverdrup
- 1990-2015: Geir Lundestad
- 2015-presente: Olav Njølstad